# Герб РРФСР
Герб РРФСР — державний символ Російської Радянської Федеративної Соціалістичної Республіки (1918—1992), Російської Федерації (1992—1993).

## Історія герба
Герб вперше був описаний так:
|  | «Герб Російської Соціалістичної Федеральної Радянської Республіки складається з зображень на червоному тлі на променях сонця золотих серпа та молота, розміщеного хрест-навхрес ручками вниз, оточеними вінцем із колосків і з написом: а) Російська Соціалістична Федеративна Радянська Республіка b) Пролетарі всіх країн, єднайтеся! " Глава XVII, розділ 6, § 89, Конституція РСФРР 1918 року |

Авторство первісного малюнка приписується художнику Олександру Лео (достовірно цей факт не відомий).
На засіданні Раднаркому 18 червня 1918 року, де розглядалося питання «Про радянську печатку», були спекотні суперечки про присутність меча. У ухвалі Раднаркому записано: "а) Поданий проект затвердити. б) Питання про меч, що залишився спірним, вирішити після попередньої наради, що має бути завтра. в) Якщо можливо, крім напису «РРФСР» вставити напис: «Пролетарі всіх країн, з'єднуйтесь!».

За день секретар Раднаркому М. П. Горбунов для виготовлення печатки звернувся до художника-гравера Дмитра Ємельянова. На полях малюнка із зображенням друку Горбунов підписав:
|  | Тов. Ємельянов. Потрібно таким чином змінити печатку: 1) Викинути меч. 2) Замість напису "Совет Народных Комиссаров" поставити напис: "Пролетарии всех стран, соединяйтесь!" 3) Замість напису "Робочий і Селянський уряд Російської Радянської Федеративної Республіки" поставити напис: "Російська Соціалістична Федеративна Радянська Республіка. |

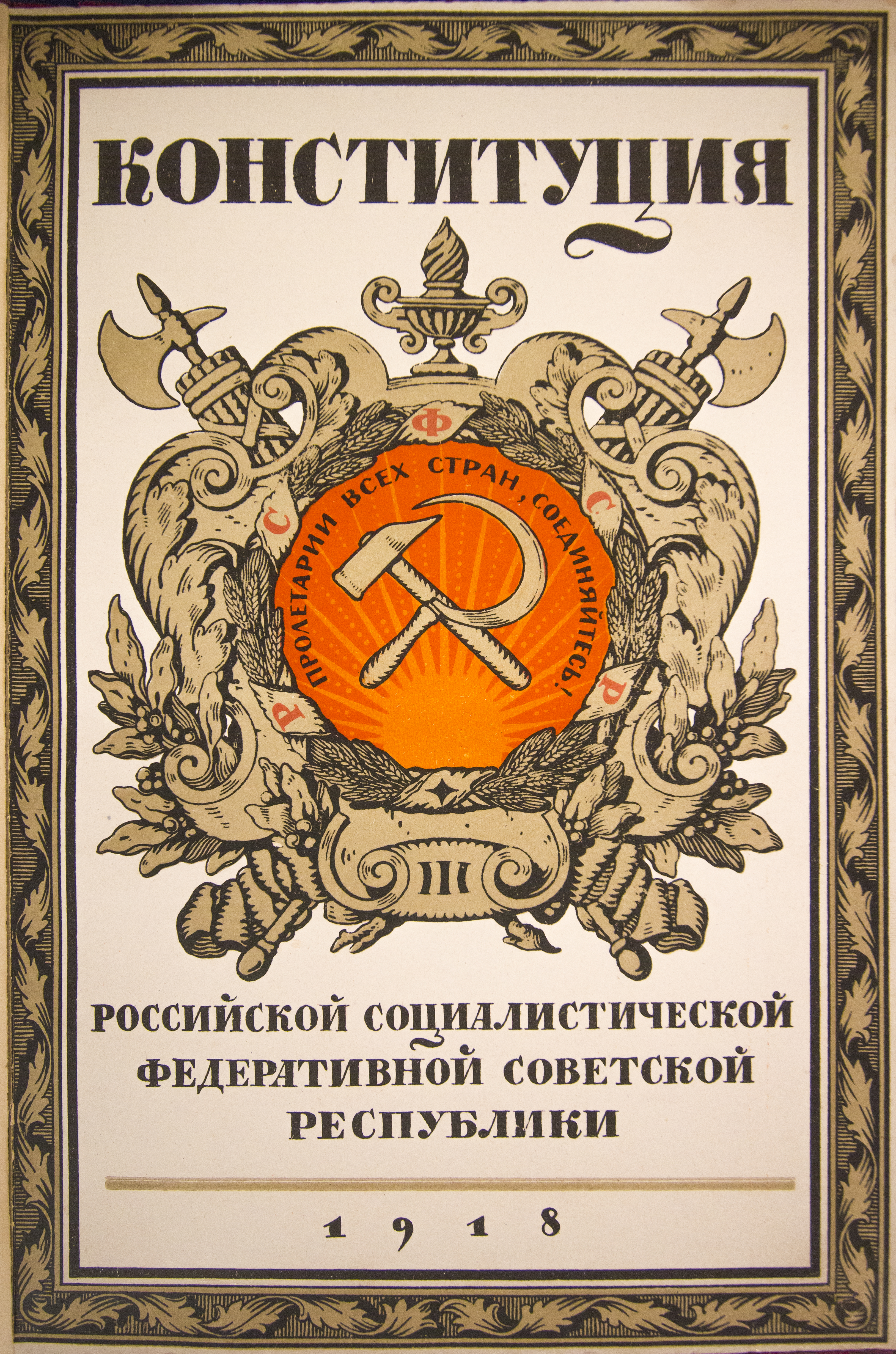
Обкладинка Конституції РРФСР 1918 року.

У грудні 1918 року Рада Народних Комісарів розпочала роботу з виготовлення печатки Управління справами. За основу малюнка взяли головну печатку Раднаркому. По колу зробили напис: «Управління справами селянського та робітничого уряду», а скорочена назва республіки "Р. С. Ф. Р. Р. " розмістили над серпом та молотом.
Протягом кількох років використовувалися різні варіанти зображення герба.
На початку 1920 року ВЦВК вирішив покращити зображення герба і затвердив 20 липня 1920 його новий варіант, розроблений художником Миколою Андрєєвим. Остаточно новий герб був узаконений Конституцією РРФСР, прийнятою 12-м Всеросійським з'їздом Рад 11 травня 1925 року.
- За Конституцією 1925 року на щиті стали поміщати скорочену назву держави: «Р. С.Ф. Р.Р.», згідно з правилами орфографії, що діяла тоді, і розташовувати у верхній частині щита, з кожного боку щит-картуш оточували 7 колосків, девіз розміщувався на червоній стрічці в нижній частині герба.
- 1954 року за новими правилами орфографії з абревіатури «Р. С. Ф. Р. Р.» були прибрані крапки.
- 12 квітня 1978 року у зв'язку з прийняттям нової Конституції над щитом було додано п'ятикутну червону зірку із золотою облямівкою.

|  | Державний герб Російської Радянської Федеративної Соціалістичної Республіки є зображенням серпа і молота в червоному полі в променях сонця і в обрамленні колосся, з написом: "РРФСР" на чолі та "Пролетарі всіх країн, єднайтеся!" на девізній стрічці. Щит вінчає п'ятикутна зірка. Статья 180 конституции РСФСР 1978 года |

- У 1981 році було уточнено кольори елементів герба:

|  | У кольоровому зображенні Державного герба Російської Радянської Федеративної Соціалістичної Республіки серп і молот, сонце і колосся золоті; зірка червона, обрамлена золотим обрамленням. Положення "Про державний герб Російської Радянської Федеративної Соціалістичної Республіки" від 22 січня 1981 року. |

У зазначеному вигляді герб проіснував до 16 травня 1992 року, коли набрав чинності Закон Російської Федерації від 21 квітня 1992 року № 2708-I «Про зміни та доповнення Конституції (Основного закону) РРФСР», прийнятий 6-м З'їздом народних депутатів, який усунув невідповідність, що існувала на той момент. Ще 25 грудня 1991 року набув чинності прийнятий Верховною Радою РРФСР Закон РРФСР № 2094-I «Про зміну назви держави „Російська Радянська Федеративна Соціалістична Республіка“», відповідно до якої держава офіційно отримала нову назву «Російська Федерація» більше не «соціалістична»), проте на гербі, відповідно до чинної конституції, продовжувала знаходитися абревіатура старої назви «РРФСР».
- Відповідно до нововведень 1992 року, згідно з новою редакцією статті 180 Конституції, у верхній частині герба повинні були розміщуватися слова «Російська Федерація».

Однак модернізований герб не встиг набути широкого поширення, оскільки в країні залишалося безліч бланків відповідних документів зі старим гербом, які мали широке вживання. Є відомості, новий варіант зображення герба з'явився у кабінеті голови Верховної Ради Р. І. Хасбулатова, де напис «Російська Федерація» була виконана у дві дуги золотими літерами. Так само було виконано напис на гербі на трибуні президії Верховної Ради Російської Федерації в Будинку Рад РФ (герб на трибуні президії Верховної Ради Російської Федерації у великому кремлівському палаці так і не був змінений і зберіг абревіатуру «РРФСР»). На деяких бланках (поштових тощо) з дрібним зображенням герба зображувався герб зі старою абревіатурою.
16 листопада 1993 року Президент своїм розпорядженням (№ 740-рп) призначив комісію з опрацювання герба, головою якої став головний державний архівіст Росії Р. р. Піхоя, членами комісії стали Г. Ст. Вілінбахов (начальник Геральдичного управління Росархіву), Ст. Ст. Виноградов (директор Департаменту консульської служби МЗС Росії), Ст. П. Єгоров (заступник начальника штабу Прикордонних військ МБ Росії) та інші.
Вже через два тижні, 30 листопада 1993 року Президент Росії підписав Указ № 2050 «Про Державний герб Російської Федерації», який набрав чинності з 1 грудня 1993 року та ввів зображення герба Російської Федерації з двоголовим орлом.

## Галерея

Емблема Російської республіки (21 березня 1917[1] — 10 липня 1918[5])
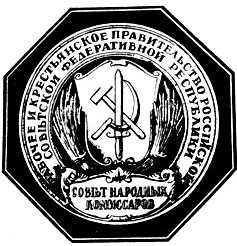
Проєкт першого державного герба О. Лео
Герб РСФРР (19 липня 1918[1] — 20 липня 1920[5])
Герб РСФРР/РРФСР (1920—1954)[13]
Герб РРФСР (1954—1978)
Герб РРФСР  (1978—16 травня 1992[7])
Герб Російської Федерації (16 травня 1992[7] — 1 грудня 1993)